# Kočubej (film)
Kočubej (Кочубей) è un film del 1958 diretto da Jurij Nikolaevič Ozerov.